# Gary Lux
Gerhard "Gary" Lux (26 de gener de 1959) és un cantant austríac nascut al Canadà, famós per haver representat el seu país al Festival d'Eurovisió en sis ocasions.

## Carrera
Lux ha publicat àlbums en solitari com per exemple "Dreidimensional" i "City of Angels" inspirats en un temps que havia passat a Los Angeles.
Lux va actuar per Àustria en les següents ocasions:
- 1983 com a membre de Westend interpretant " Hurricane" (9a posició)[1]
- 1984 donant suport a Anita interpretant "Einfach weg" (19a posició)[1]
- 1985 com a artista solista interpretant "Kinder dieser Welt" (8a posició)[1]
- 1987 com a solista interpretant "Nur noch Gefühl" (20a posició)[2]
- 1993 donant suport a Tony Wegas interpretant "Maria Magdalena" (14a posició)[3]
- 1995 donant suport a Stella Jones interpretant "Die Welt dreht sich verkehrt" (13a posició)[3]

Com a compositor, Lux va quedar segon a la selecció nacional austríaca d'Eurovisió el 1994 amb la cançó "Solitaire" interpretada per Three Girl Madhouse. Gary també va cantar un duet amb Gitti Seuberth a la final austríaca Komm hoit mi de 1984 que va quedar segona.

## Vida personal
Va néixer a Ontario, Canadà, però de petit va tornar a viure a Àustria amb els seus pares. Estava casat amb Marianne (va morir de càncer el 4 d'abril de 2011) i té 2 fills, Benny i Dennis.